# Auguste Poireau
Pour les articles homonymes, voir Poireau (homonymie).
Auguste Poireau (né Antoine Poiraux à Lyon le 1er juillet 1779 et mort vers 1844) est un danseur français qui travailla au Théâtre impérial de Saint-Pétersbourg en Russie.

## Biographie
Auguste Poireau est né Antoine Poiraux, fils de Léonard Poiraux, maître de danse à Lyon. Sa sœur aînée était chanteuse. En 1792, elle épousa le chorégraphe Pierre Peicam dit Chevalier et est devenue Madame Peicam-Chevalier ou Madame Chevalier (ru). Elle a chanté avec succès plusieurs opéras et a été invitée en Russie avec son mari et son frère Auguste.
Ils sont arrivés à Saint-Pétersbourg en 1798. Madame Chevalier est devenue la maîtresse du comte Ivan Koutaïssov (ru), aristocrate au service du tsarévitch Paul, plus tard empereur, et aussi la maîtresse de Paul Ier. Son influence sur le comte et sur l'empereur a été si grande qu’elle décidait souvent des affaires d’État. Elle recevait aussi de l’argent et des pots-de-vin pour résoudre les problèmes des fonctionnaires. Elle est de la sorte devenue très riche, ainsi que son mari et son frère.
Au début de 1801, son mari, chorégraphe en chef du théâtre impérial de Saint-Pétersbourg, est allé à Paris avec de fortes sommes pour engager des danseurs français pour la Russie. Or il y eut un coup d’État au cours duquel Paul Ier a été tué. Le nouvel empereur, Alexandre Ier, a expulsé Madame Chevalier de Russie. Son mari Pierre Peicam-Chevalier n’est jamais revenu en Russie et, quelques mois plus tard à Saint-Pétersbourg, est arrivé un autre chorégraphe, Charles-Louis Didelot.
Mais Auguste Poireau a continué à travailler en Russie. Il est devenu le premier danseur et le principal assistant de Charles-Louis Didelot, qui lui confiait de petites chorégraphiques dans ses spectacles. En 1833, il a quitté la scène de Saint-Pétersbourg (un an après le départ de Didelot, à la suite de sa querelle avec le directeur des théâtres impériaux le prince Gagarine, en 1831).

## Principaux ballets
Il est l'auteur, avec Didelot, de plus de trente ballets pour la scène russe.
- Amour et Psyché : Tisiphon
- 1807 : Jason et Médée de Charles-Louis Didelot, d'après Jean-Georges Noverre
- 1817 : La Hutte hongroise (Венгерская хижина, или Знаменитые изгнанники) de Didelot
- 1819 : Raoul de Créqui (Рауль де Креки) de Didelot
- 1824 (le 8 décembre, au bénéfice de Poireau) : Ruslan and Ludmila (ballet, 1821) (ru), musique de Friedrich Scholz (ru), avec Didelot, d'après Adam Glushkovsky (ru), Théâtre Bolchoï Kamenny, Saint-Pétersbourg